# Uche Henry Agbo
Uche Henry Agbo [uče henry agbo] (* 4. prosince 1995, Kano) je nigerijský fotbalový záložník a bývalý mládežnický i seniorský reprezentant, od února 2024 hráč mužstva FK Aktobe z Kazachstánu. Mimo Nigérii působil na klubové úrovni v Itálii, Španělsku, Belgii, Portugalsku, ve Velké Británii (Anglii) a na Slovensku. Jedná se o středního záložníka.

## Klubová kariéra
Svou fotbalovou kariéru začal v týmu Bai Boys a v průběhu mládeže ještě působil v družstvách Taraba F.C., JUTH F.C. a Enyimba F.C. Na podzim 2013 zamířil po úspěšných testech do Evropy, konkrétně do Itálie, a upsal se Udinese Calcio, kde již byl součástí A-mužstva. V Udinese se však neprosadil, a proto odešel na hostování do španělského klubu Granada CF. Zpočátku nastupoval za rezervu, avšak později se prosadil do "áčka", v jehož dresu hrál nejvyšší španělskou Primeru División. Před sezonou 2016/17 se upsal anglickému týmu Watford FC, odkud obratem zamířil na hostování zpět do Granady. V létě 2017 přestoupil do Belgie do mužstva Standard Lutych, se kterým ve stejném ročníku triumfoval v Belgickém poháru, a stal se s ním vicemistrem ligy. V průběhu podzimní části následující sezony se Standardem nepostoupil přes třetí předkolo nemistrovské části Ligy mistrů UEFA 2018/19 přes slavný nizozemský klub AFC Ajax z Amsterdamu (remíza 2:2 doma a prohra 0:3 venku) a byl se svým zaměstnavatelem nalosován do základní skupiny J Evropské ligy UEFA 2018/19, kde s Liègeem skončil v konfrontaci s týmy Sevilla FC (Španělsko), Akhisar Belediyespor (Turecko) a FK Krasnodar (Rusko) s deseti body na třetím místě tabulky a do jarní vyřazovací části s ním nepostoupil. Na jaře 2019 opět okusil španělskou nejvyšší soutěž, když hostoval v mužstvu Rayo Vallecano. V září 2019 odešel na další hostování, tentokrát do Portugalska, do klubu SC Braga. V jeho dresu si připsal pouze jeden ligový start. Představil se s ním však v základní skupině K Evropské ligy UEFA 2019/20, kde s Bragou ve skupinové fázi s týmy Beşiktaş JK (Turecko), ŠK Slovan Bratislava (Slovensko) a Wolverhampton Wanderers FC (Anglie) skončil na prvním místě tabulky, avšak v jarním play-off se s ní kvůli odchodu nepředstavil. Braga na jaře 2020 získala Portugalský ligový pohár a Agbo se na tomto úspěchu částečně podílel. V lednu 2020 zamířil opět do Španělska do Deportiva de La Coruña, kde nejprve půl roku hostoval, a následně do něj přestoupil. V tomto celku zažil sestup z druhé nejvyšší soutěže.

### ŠK Slovan Bratislava

#### Sezóna 2021/22
V průběhu ročníku 2021/22 se upsal na tři roky slovenskému mužstvu ŠK Slovan Bratislava, úřadující mistr ligy měl o jeho služby zájem již v minulosti. Se Slovanem se krátce po svém příchodu představil v základní skupině F Evropské konferenční ligy UEFA 2021/22, kde v konfrontaci se soupeři: FC Kodaň (Dánsko) - (prohry doma 1:3 a venku 0:2), PAOK Soluň (Řecko) - (remízy venku 1:1 a doma 0:0) a stejně jako v kvalifikaci s Lincolnem Red Imps FC (Gibraltar) - (výhry doma 2:0 a venku 4:1) skončili se spoluhráči na třetím místě tabulky, což na postup do jarní vyřazovací fáze nestačilo. Agbo ve skupinové fázi nastoupil ke všem šesti zápasům. Ligový debut v dresu bratislavského mužstva absolvoval v osmém kole hraném 19. září 2021 v souboji s klubem MŠK Žilina (remíza 2:2), když na hrací ploše v 69. minutě nahradil Joeriho De Kampse. V sezoně 2021/22 pomohl svému zaměstnavateli již ke čtvrtému titulu v řadě, což Slovan dokázal jako první v historii slovenského fotbalu.

#### Sezóna 2022/23
V prvním předkole Ligy mistrů UEFA 2022/23 nehrál, jehož zaměstnavatel postoupil po domácí remíze 0:0 a venkovním vítězství 2:1 po prodloužení přes Dinamo Batumi z Gruzie do druhého předkola, v tom už Agbo nastoupil, v němž však se spoluhráči nestačili po výhře 2:1 venku a prohře 1:4 doma na maďarský celek Ferencvárosi TC z hlavního města Budapešti. Následně nepřešli ani po přesunu do třetího předkola Evropské ligy UEFA 2022/23 přes Olympiakos Pireus z Řecka (remíza 1:1 venku a prohra 2:3 doma po penaltovém rozstřelu), avšak se spoluhráči hráli ještě ve čtvrtém předkole - play-off Evropské konferenční ligy UEFA 2022/23 proti bosenskému týmu HŠK Zrinjski Mostar, kde po venkovní prohře 0:1 a výhře 3:1 po rozstřelu z pokutových kopů vybojovali postup do skupinové fáze této soutěže. Se Slovanem Bratislava byli zařazeni do základní skupiny H, kde v konfrontaci se soupeři: FC Basilej (Švýcarsko) - (výhra 2:0 venku a remíza 3:3 doma), FK Žalgiris (Litva) - (remíza 0:0 doma a výhra 2:1 venku) a FC Pjunik Jerevan (Arménie) - (prohra 0:2 venku a výhra 2:1 doma) s ním postoupili se ziskem 11 bodů jako vítěz skupiny poprvé v novodobé historii Slovanu do jarní vyřazovací fáze některé evropské pohárové soutěže. V ní ale se Slovanem vypadl po penaltovém rozstřelu v osmifinále s Basilejí. Agbo v tomto ročníku pohárové Evropy odehrál 10 utkání.
Svůj první ligový gól v sezoně si připsal 30. 7. 2022 proti Zemplínu Michalovce. V 84. minutě dával na 3:2, společně se svými spoluhráči nakonec porazili soupeře na domácím trávníku v poměru 4:2. V průběhu podzimní části sezony byl kvůli neuspokojivým výkonům původně do konce podzimu stejně jako jeho tehdejší spoluhráči Richard Križan a Ivan Šaponjić přeřazen do juniorky tedy rezervy tehdy hrající druhou slovenskou ligu. Na konci ročníku získal se Slovanem Bratislava titul, který byl pro mužstvo již historicky pátý v řadě.

#### Sezóna 2023/24
Na podzim 2023 za áčko (kromě všech třech střetnutích v domácím poháru) ani juniorku prakticky nehrál. V únoru 2024 se vedení Slovanu dohodlo s Agbem na předčasném ukončení smlouvy, o kterém se mluvilo již v předchozích přestupových obdobích. V jarní části sezony 2023/2024 získal Slovan Bratislava svůj šestý ligový titul v řadě a celkově jubilejní 30. v historii klubu, na jehož zisku se Agbo částečně podílel.

### FK Aktobe
Jen tři dny po konci angažmá ve Slovanu Bratislava odešel jako volný hráč (zadarmo) do Kazachstánu, konkrétně do týmu FK Aktobe.  

## Klubové statistiky
Aktuální k 12. únoru 2024
| Sezona    | Klub                           | Soutěž             | Zápasy | Góly |
| --------- | ------------------------------ | ------------------ | ------ | ---- |
| 2013/2014 | Udinese Calcio                 | Serie A            | 0      | 0    |
| 2013/2014 | Granada CF B (host.)           | Segunda División B | 4      | 0    |
| 2014/2015 | Granada CF (host.)             | Primera División   | 1      | 0    |
| 2015/2016 | Granada CF (host.)             | Primera División   | 6      | 0    |
| 2016/2017 | Granada CF (host.)             | Primera División   | 31     | 0    |
| 2017/2018 | Standard Liège                 | Jupiler PL         | 35     | 1    |
| 2018/2019 | Standard Liège                 | Jupiler PL         | 10     | 0    |
| 2018/2019 | Rayo Vallecano (host.)         | Primera División   | 6      | 0    |
| 2019/2020 | Standard Liège                 | Jupiler PL         | 0      | 0    |
| 2019/2020 | SC Braga (host.)               | Primeira Liga      | 1      | 0    |
| 2019/2020 | Deportivo de La Coruña (host.) | Segunda División   | 9      | 0    |
| 2020/2021 | Deportivo de La Coruña         | Segunda División B | 18     | 0    |
| 2021/2022 | ŠK Slovan Bratislava           | Fortuna liga       | 20     | 0    |
| 2022/2023 | ŠK Slovan Bratislava           | Fortuna liga       | 16     | 1    |
| 2023/2024 | ŠK Slovan Bratislava           | Niké liga          | 4      | 0    |
| 2024      | FK Aktobe                      | Premjer Ligasy     |        |      |